# Djibo-Bakary-Brücke
Die Djibo-Bakary-Brücke (französisch Pont Djibo Bakary) ist eine Straßenbrücke über den Fluss Niger in der Region Tillabéri in Niger.

## Lage und Konstruktion
Die Djibo-Bakary-Brücke quert den Fluss Niger etwa 46 Kilometer nordwestlich der Hauptstadt Niamey. Am linken Ufer liegt der Weiler Bac Farié in der zum Departement Tillabéri gehörenden Gemeinde Kourteye. Etwas weiter östlich befindet sich das Dorf Sorbon Haoussa. Am rechten Ufer liegt der Weiler Bossikoira in der zum Departement Gothèye gehörenden Gemeinde Gothèye.
Die Brücke weist eine Gesamtlänge von 640 Metern und 16 Spannweiten zu je 40 Metern auf. Am linken Flussufer verläuft eine 1529 Meter lange Zufahrtsstraße zur Nationalstraße 1 und am rechten Flussufer eine 1342 Meter lange Zufahrtsstraße zur Nationalstraße 4.

## Geschichte
An der Stelle der Brücke verkehrte zuvor eine Fähre, die 1970 wegen der Errichtung der Kennedybrücke aus der Hauptstadt Niamey hierher verlegt wurde. Hier entwickelte sich eine der landesweit wichtigsten Anlegestellen für die Fischerei am Fluss Niger.
Auf Initiative und in Anwesenheit von Staatspräsident Mahamadou Issoufou wurde am 16. Mai 2015 mit den Bauarbeiten an der Brücke begonnen. Das durchführende Bauunternehmen war die chinesische China Geo-Engineering Corporation International (CGCINT). Die Baukosten beliefen sich auf 13 Milliarden CFA-Francs und wurden über die Afrikanische Entwicklungsbank finanziert. Staatspräsident Mahamadou Issoufou eröffnete die Djibo-Bakary-Brücke am 12. November 2020. Sie ist nach dem Politiker Djibo Bakary (1922–1998) benannt, einem frühen Verfechter der Unabhängigkeit Nigers von Frankreich.